# 第1驃騎兵落下傘連隊
第1驃騎兵落下傘連隊（だいいちひょうきへいらっかさんれんたい、1er régiment de hussards parachutistes：1er RHP）は、オート＝ピレネー県タルブに駐屯する、第11落下傘旅団隷下のフランス陸軍の空挺連隊である。
兵種は機甲、伝統的区分は騎兵である。

## 沿革
- 1720年：ラディスランス・イニャンス・ド・ベルショニー軽騎兵隊として創設される。
- 1791年：第1驃騎兵連隊として編制される。
- 1792年：ヴァルミーの戦いに参加。
- 1800年：マレンゴの戦いに参加。
- 1805年：アウステルリッツの戦いに参加。
- 1806年：イエナ・アウエルシュタットの戦いに参加。
- 1815年：第1ジュラ驃騎兵連隊に改編。
- 1914年：第一次世界大戦、西部戦線各地を転戦する。
- 1940年：独仏戦終結後、連隊は解隊される。
- 1945年：第25師団偵察連隊として再編制される。
- 1946年：第25落下傘師団第1驃騎兵落下傘連隊に改編。アルジェリアに移駐。
- 1961年：フランス本土へと移駐。
- 1978年：レバノンに派遣。
- 1979年：チャドに派遣。
- 1983年：再度レバノンに派遣。
- 1990年：湾岸戦争に参加。
- 1994年：ルワンダに派遣。
- 1995年：国際連合保護軍の一員として、ボスニア・ヘルツェゴビナに派遣。
- 1999年：第11落下傘旅団隷下となる。
- 2000年：アフガニスタンに派遣。
- 2002年：コソボ、チャド、コートジボワールに派遣。
- 2004年：ハイチ、セネガルに派遣。
- 2013年：マリに派遣。

## 最新の部隊編成
- 連隊本部
- 本部管理中隊
- 偵察・支援中隊
- 第1中隊 - ERC 90
- 第2中隊 - ERC 90
- 第3中隊 - ERC 90
- 予備訓練中隊
- 基礎教育中隊
- コマンド小隊

### 定員
- 連隊の人員構成は、約1,000名からなる。

## 主要装備
- GIAT BM92-G1
- FA-MAS
- FR-F2
- AAT-F1
- AA-52
- 12.7mm重機関銃
- RTF1 120mm迫撃砲
- LLR 81mm迫撃砲
- ERYX
- ミラン
- ERC 90
- VAB
- P4
- TRM 4000